# Bisellium
Bisellium era una cadira romana.
El seu nom vol dir 'doble cadira' (bi sella), i que permetia asseure's a dues persones al temps; dues bisellia amb guarniment de bronze es van trobar a Pompeia. El dret d'usar aquesta cadira en públic era concedit a algunes persones distingides de Roma com a marca d'honor; també es van donar alguns casos a les províncies, però en aquestes, els casos documentats són relativament pocs.